# North American XB-70 Valkyrie
El North American Aviation XB-70 Valkyrie era el prototipus del bombarder estratègic nuclear d'alta penetració, B-70 de les Forces Aèries dels Estats Units.

## Història
Els treballs per dissenyar el Valkyrie van ser iniciats l'any 1955 per North American Aviation, per tal de substituir el B-52 com a principal bombarder intercontinental però el seu primer vol no va tenir lloc fins al 21 de setembre de 1964. Amb els seus sis motors era capaç de travessar milers de kilòmetres a Mach 3+ volant a 21.000 m d'altura. A aquesta velocitat, es creia que el B-70 seria gairebé immune a les aeronaus d'intercepció, l'única arma eficaç contra els bombarders en aquells temps. El bombarder estaria només uns quants minuts sobre una estació de radar en particular, sortint del seu abast abans que els controladors poguessin enviar els interceptors. L'alta velocitat també dificultava que l'aeronau sigues detectada a les pantalles de radar i la seva altura de vol el posava fora de l'abast dels caces soviètics contemporanis.
La introducció dels primers míssils soviètics terra-aire a finals dels cinquanta van posar en dubte la invulnerabilitat dels B-70. La Força Aèria dels Estats Units en resposta va començar volar les seves missions a baixa altura, on la línia d'abast visual dels radars anti-míssil estava limitada pel terreny. Fent això, la diferència de rendiment del B-70 vers el B-52 al que havia de substituir, era gairebé inexistent sent molt més car i amb menys abast. També amb la proliferació dels míssils balístics intercontinentals (ICBMs) els bombarders tripulats van anar sent percebuts cada cop més com a obsolets.

## Disseny
Harrison Storms va dissenyar la forma de l'aeronau amb una superfície canard i ala en delta, construït en gran part d'acer inoxidable, plafons de compost d'estructura en sandvitx, i titani. El XB-70 va ser dissenyat per utilitzar les tecnologies supersòniques desenvolupades pel Mach 3 Navaho, així com una forma modificada del sistema de navegació inercial del SM-64 Navaho. Disposava també, com d'altres avions amb aquesta configuració, d'un morro inclinable, per millorar la visibilitat en les operacions d'aterratge i enlairament i també les extremitats de les ales es corbaven a altes velocitats en angles d'entre 25º i 65º per tal d'augmentar l'estabilitat.

## Especificacions (XB-70A)

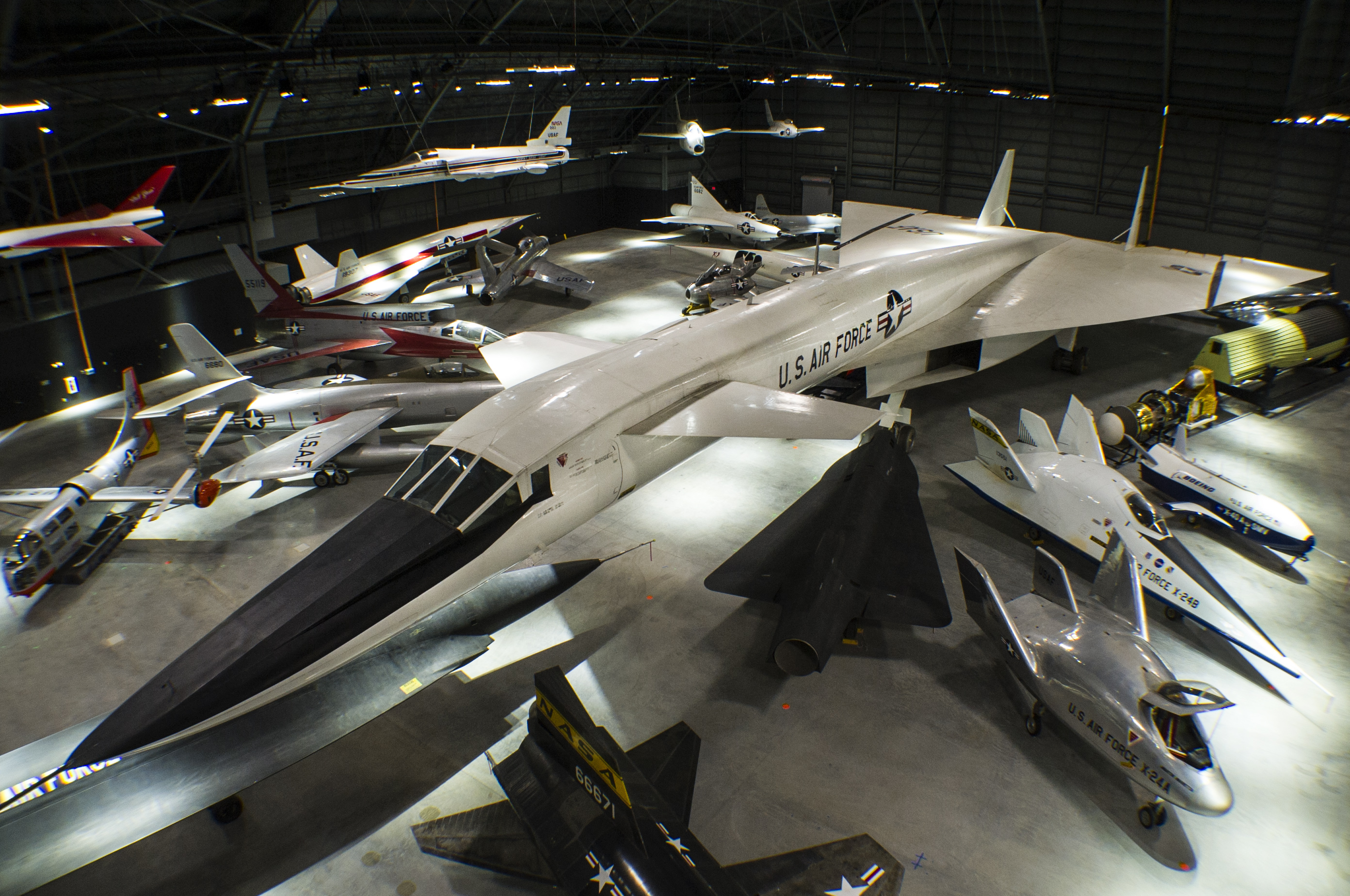
North American XB-70A Valkyrie al Wright-Patterson AFB a Dayton, Ohio.

Característiques generals
- Tripulació: 2
- Longitud: 57,6 m
- Envergadura: 32 m
- Alçada: 9,1 m
- Superfície de l'ala 585 m2
- Pes buit: 115.030 kg
- Pes carregat: 242.500 kg
- Pes màxim d'enlairament: 246.000 kg
- Motor: 6× General Electric YJ93-GE-3 turboreactors
  - Impuls normal: 84 kN  cada un
  - Impuls amb postcremador: 128 kN cada un

 Rendiment 
- Velocitat màxima: 3.309 km/h (Mach 3.1])
- Velocitat de creuer: 3.200 km/h (Mach 3.0)
- Abast: 6.901 km
- Sostre de servei: 23.600 m
- Càrrega alar: 414,7 kg/m2